# Style ouzorotché

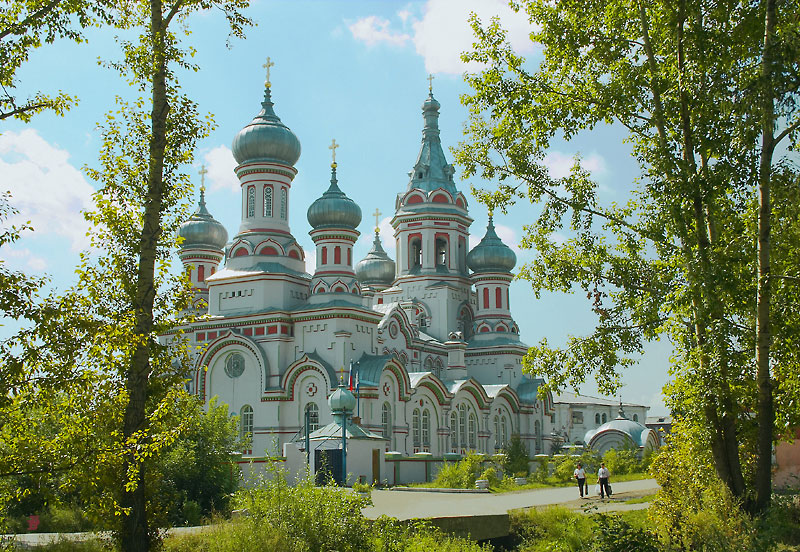
Église Prince Vladimir à Irkoutsk, exemple provincial tardif du style ouzorotché.

Le style ouzorotché (en russe : Ру́сское узо́рочье ou моско́вское узо́рочье) est un style architectural apparu au XVIIe siècle en Russie, caractérisé par des formes complexes, l'abondance de la décoration et des silhouettes pittoresques.

## Histoire
La provenance de ce style ne fait pas l'unanimité chez les historiens d'art. Les uns mettent l'accent sur les emprunts de ce style à l'architecture civile tandis que d'autres soulignent la permanence de la primauté des éléments d'architecture religieuse. Une opinion répandue est également celle qui le considère comme l'apport russe à la renaissance tardive et au maniérisme en Europe occidentale. 
Deux phases de développement du style peuvent être distinguées : celle précoce à l'époque d'Alexis Ier (1629-1676) et celle tardive, sous Fédor III (1661-1682) . Apparu au milieu du XVIIe siècle ce style est ensuite supplanté par le baroque russe. Les deux styles sont, par ailleurs, mélangés et difficilement différenciables ,
Au XIXe siècle, le style ouzorotché sera encore source d'imitation ou de citation dans l'architecture éclectique en Russie. 
Au début du XXe siècle il sera l'une des sources d'inspiration le l'architecture moderne en Russie. 

## Caractéristiques principales

### Composition
Le style a subi des modifications significatives tout au long de son existence. Au début du XVIIe siècle il se manifeste sous forme de compositions spatiales complexes. Le bâtiment type de cette époque est en pierre, sur un soubassement élevé. Y sont adjoints : un réfectoire, des chapelles et un clocher. Ils sont habituellement couverts de cinq dômes, d'une toiture en forme de tente pour le clocher et les ailes, des rangées de kokochniks au pied des toits, au-dessus des entablements. La composition n'a pas toujours de forme monumentale très claire et précise.
Durant la seconde moitié du XVIIe siècle les plans deviennent plus symétriques , plus équilibrés et plus clairs. De même pour les compositions de la décoration des façades qui deviennent plus ordonnées.
Des toits en forme de tente recouvrent les clochers, les nefs, les porches des églises en style ouzorotché. Parfois à des fins purement décoratives et sans utilité fonctionnelle propre.

## Décoration
La décoration autour des fenêtres est riche, au-dessus des corniches des rangées de kokochniks sont fréquentes, les colonnes et les pilastres couvrent souvent les façades. Les intérieurs sont couverts de riches motifs floraux sur les murs et les plafonds. 
L'espace réservé à la décoration des murs est fort important pour recevoir des tuiles décorées, des corniches, des colonnettes...

## Exemples

### Palais des Térems
Il s'agit d'un exemple d'architecture civile au Kremlin de Moscou.

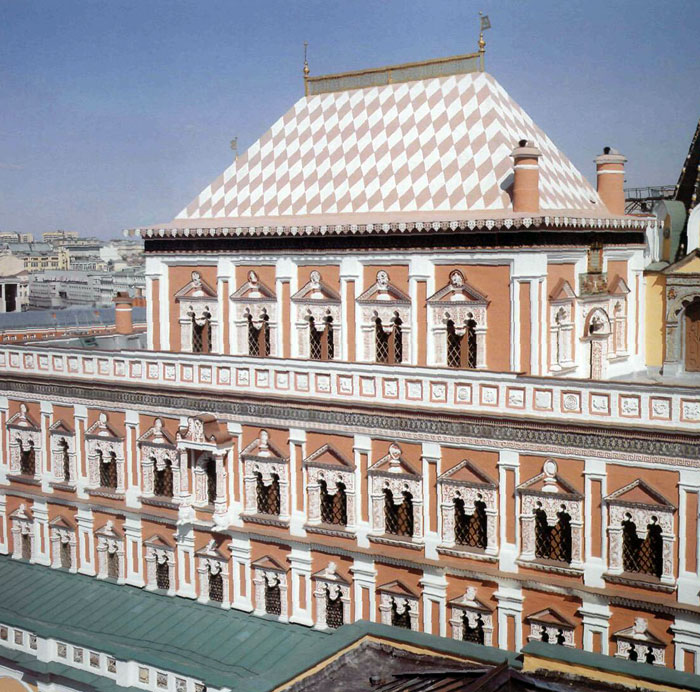
Palais des Térems au Kremlin de Moscou

### Église de la Nativité-de-la-Vierge de Poutinki
La partie de forme rectangulaire est surmontée de trois tambours, couverts de toitures en forme de tentes. L'entrée est surmontée d'un premier tambour au pied duquel se multiplient les kokochniks et d'un second surmonté d'un lanterneau à deux étages. Héritière de quelques traits propres à l'architecture du XVIe siècle cette église est un des meilleurs exemples du style ouzorotché à Moscou.

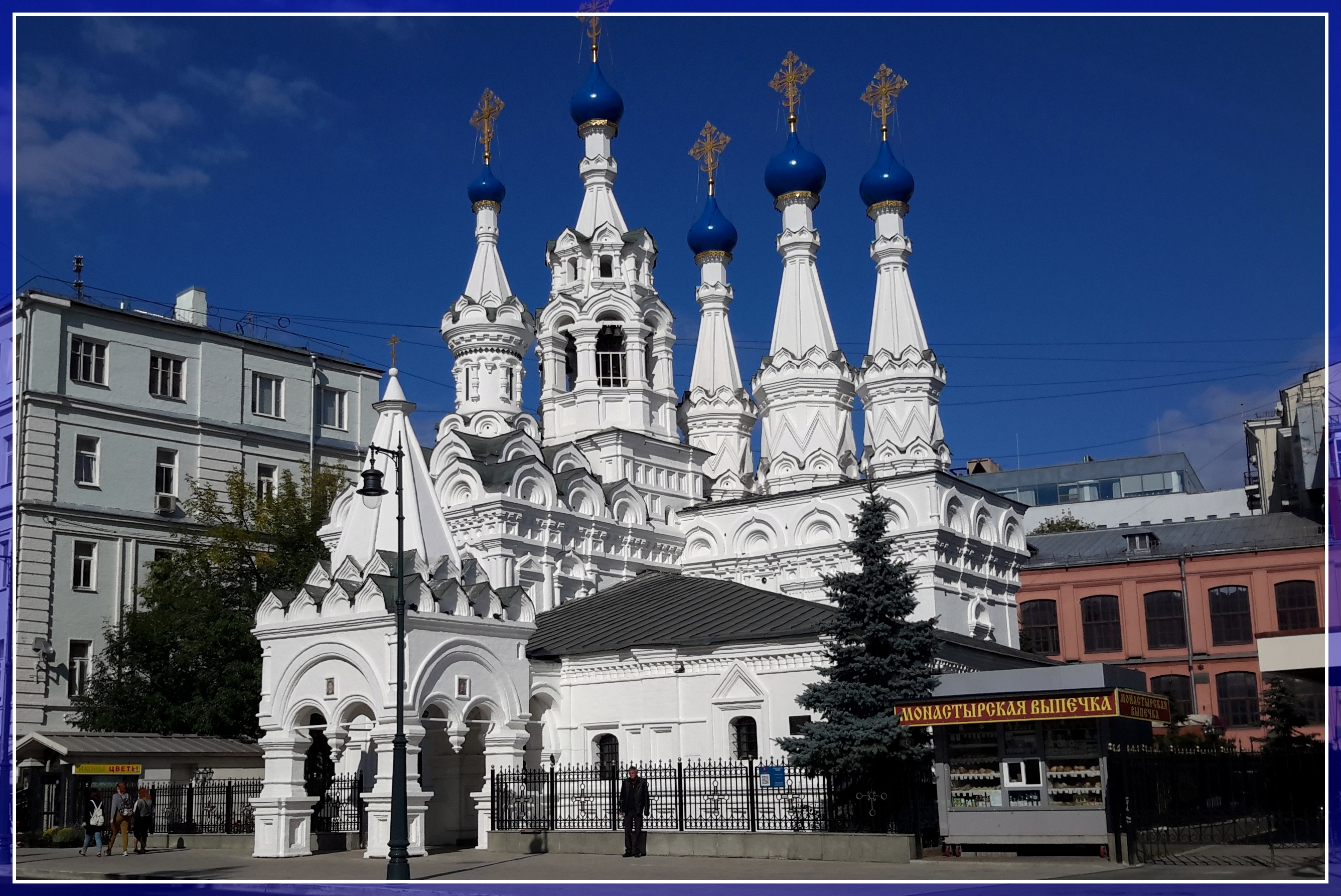
Église de la Nativité-de-la-Vierge de Poutinki (1649—1652 Moscou).

### Église de la Trinité de Nikitniki

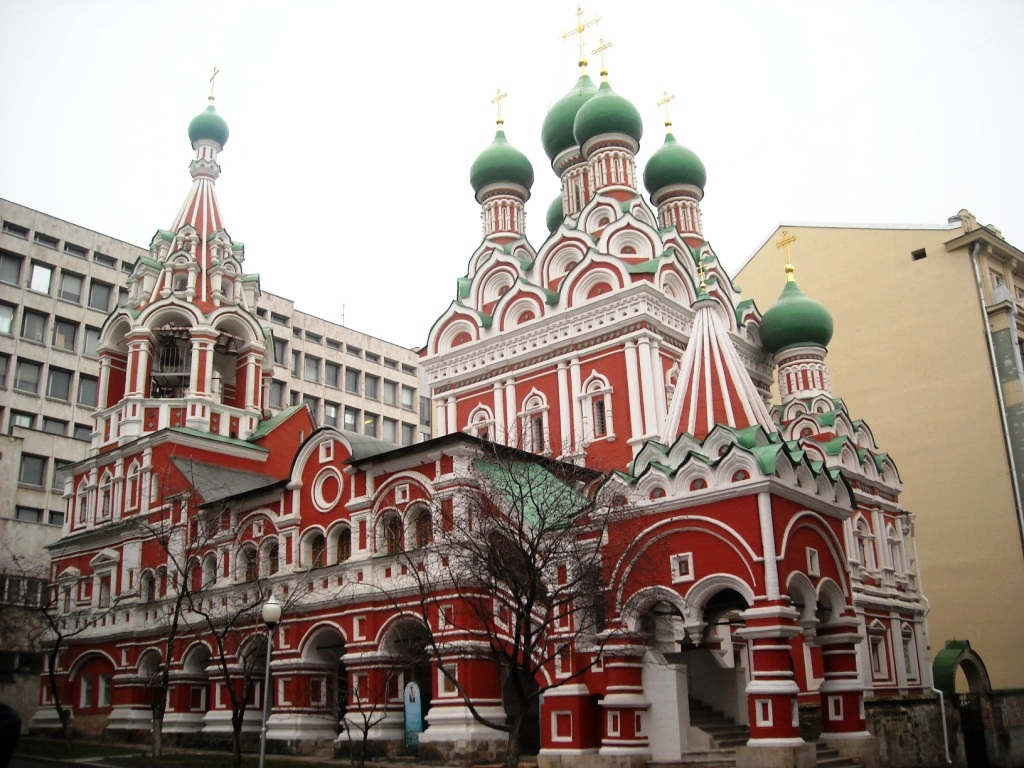
Église de la Trinité de Nikitniki (1628—1653, Moscou)

### Église Saint-Nicolas-des-Tisserands

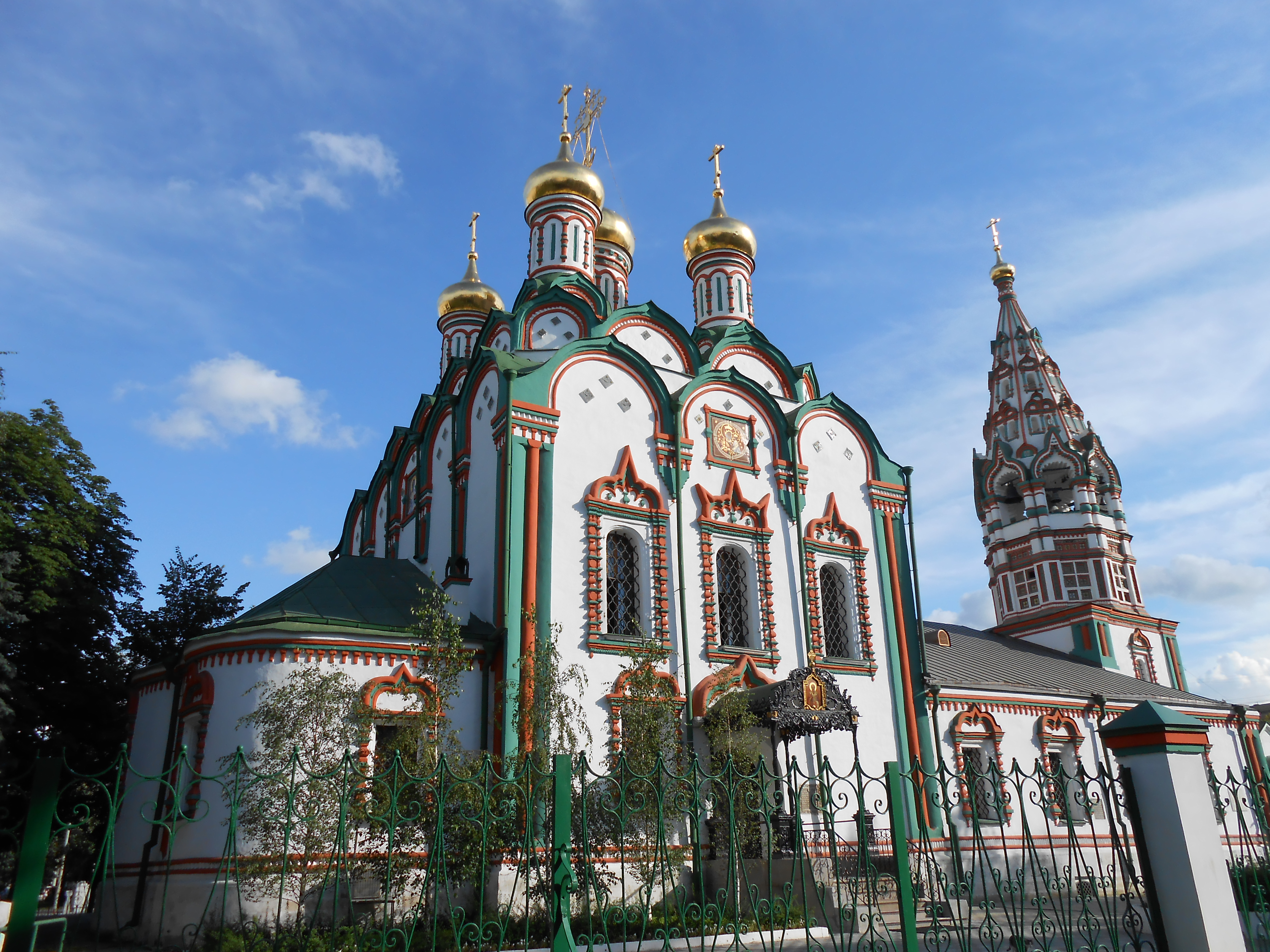
Église Saint-Nicolas-des-Tisserands à Moscou

### Église Saints-Constantin-et-Hélène de Vologda

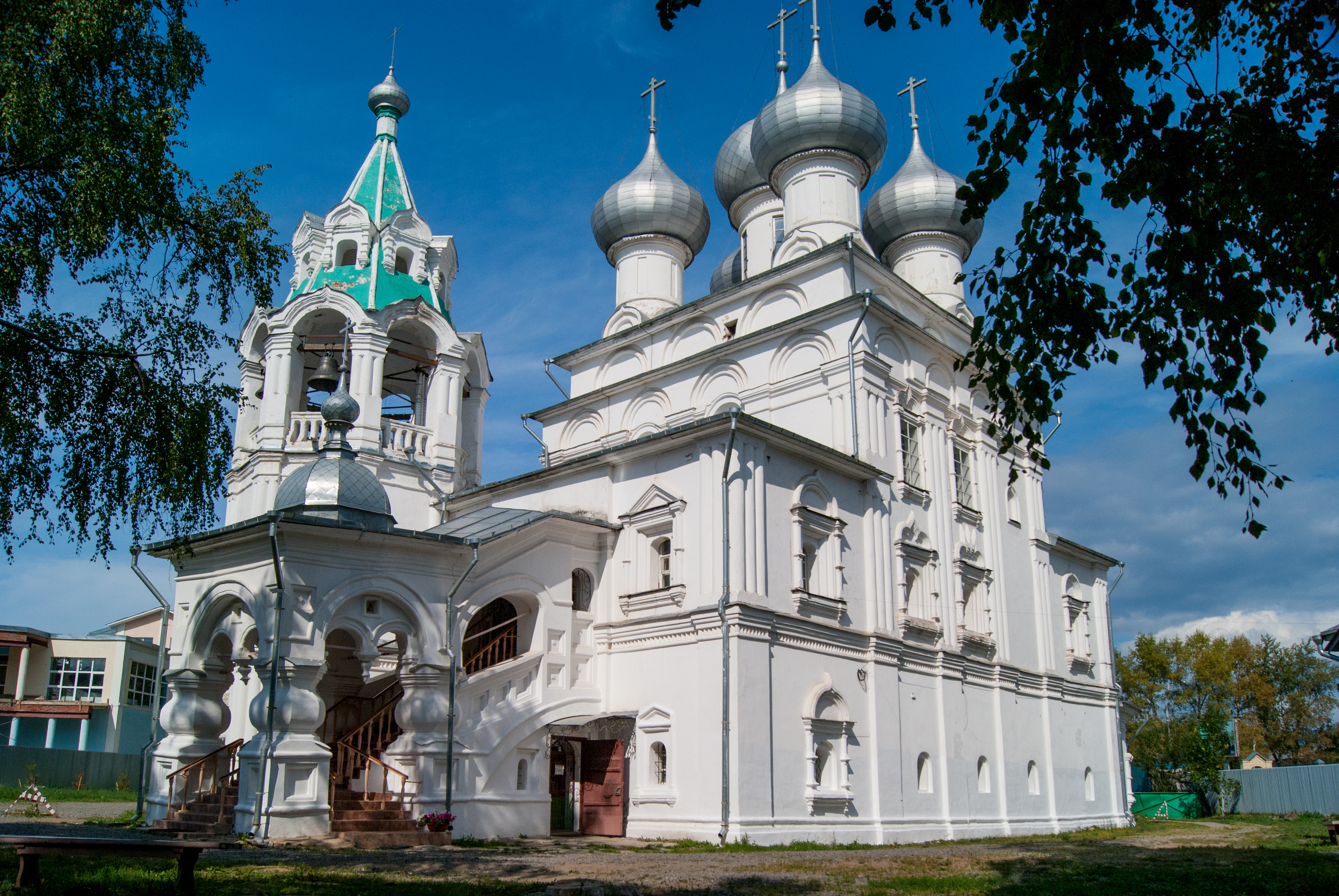
Église Saints-Constantin-et-Hélène (Vologda)  (vers 1690)

À la fin du XVIIe siècle le baroque russe ne s'est pas répandu dans la ville de Vologda mais l'esprit du style ouzorotché était bien présent. La décoration de l'église de Constantin et Hélène est typique du style ouzorotché : ses arcades, ses encorbellements, ses pilastres, les ouvertures dans le clocher pour faire entrer la lumière, le porche avec ses colonnes, le clocher octogonal à trois niveaux. Elle date de la fin du siècle et la composition est devenue plus claire, plus précise, plus équilibrée. 